# Johann Kaspar Basselet von La Rosée

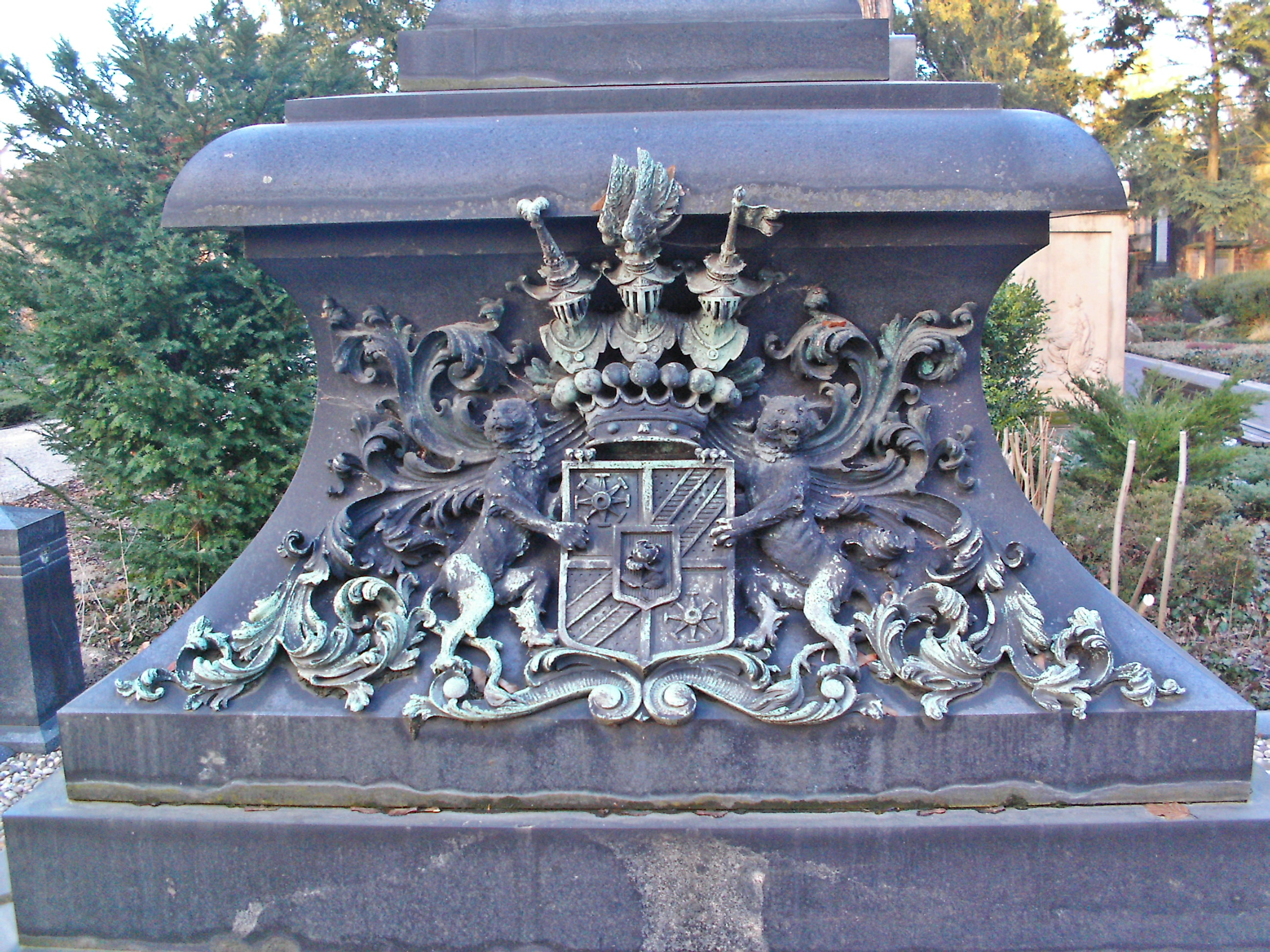
Wappen der Reichsgrafen Basselet von La Rosée (vom Grab des Ur-Urenkels, Hauptfriedhof Mannheim)

Reichsgraf Johann Kaspar Basselet von La Rosée, auch Jean-Gaspard Basselet von La Rosée (* 30. April 1710 in Arel, Herzogtum Luxemburg; † 12. April 1795 in München) war ein deutscher Offizier und General der Bayerischen Armee.

## Leben
Der Spross der Familie Basselet von La Rosée wirkte als kurbayerischer Wirklicher Geheimer Rat, Feldmarschallleutnant und Hofkriegsratsdirektor, war also quasi bayerischer Kriegsminister. Sein Vater Gomar Basselet de La Rosée entstammte einem spanischen Adelsgeschlecht und diente in dem in Arel in Luxemburg in Garnison stehenden spanischen Regiment Melun-Nysbourg, fiel jedoch bei einem Duell.
1761 wurde er zum Ehrenmitglied der Bayerischen Akademie der Wissenschaften ernannt, 1764 in den Reichsgrafenstand erhoben (1766 im Kurfürstentum Bayern anerkannt). Um 1760 erwarb er die Hofmarken Garatshausen/Feldafing und 1780 die Hofmark Possenhofen sowie die Roseninsel. Damit besaß er das größte geschlossene Ufergebiet am Starnberger See.
1770 kaufte Graf Basselet von La Rosée die Hofmark Mauern bei Moosburg.
Sein Grab befindet sich in der Gruftkapelle der Grafen La Rosée in Inkofen, heute Teil von Haag an der Amper.

## Familie
In erster Ehe heiratete La Rosée 1745 Johanna Elisabetha von Ruffini (14. April 1718 – 2. November 1764), Tochter des Salzkaufmanns Johann Baptista Ruffini und Nichte des bayerischen Staatskanzlers Franz Xaver Josef von Unertl. Ein Sohn dieser Ehe war der kurfürstlich bayerische Kämmerer, Wirkliche Geheime Rat und Oberappellationsgerichtspräsident Aloys Reichsgraf Basselet von La Rosée. Auch Maria Josepha Theresia Walburga von La Rosée (1746–1772) entsprang dieser Verbindung. Sie heiratete 1766 Graf Joseph Ferdinand Maria von Salern (1718–1805), einen illegitimen Spross von Prinz Ferdinand Maria Innozenz von Bayern.
In zweiter Ehe heiratete La Rosée 1767 Maria Josepha von Nauendort auf Geisdorf. Ihr entsprossen:
- Max Emanuel (1769–1797); blieb unverheiratet.
- Joseph Adolph (1773–1834) ⚭ Elise von Rechberg
- Maximilian ⚭ Anna von Oberndorf

Die Nachkommen aus zweiter Ehe erwarben 1824 Schloss Isareck bei Moosburg, das sie bis heute besitzen.